# A Escola do Bem e do Mal
The School for Good and Evil (bra/prt: A Escola do Bem e do Mal) é um filme de fantasia americano dirigido por Paul Feig, que co-escreveu o roteiro com David Magee, baseado no livro de mesmo nome de 2013 de Soman Chainani. O filme segue as aventuras das melhores amigas Sophie e Agatha, que são sequestradas e levadas para a Escola do Bem e do Mal. Depois que a sorte vem a tona, elas tentam descobrir uma maneira de voltar para casa. Ao fazer isso, sua amizade é testada. É estrelado por Sophia Anne Caruso, Sofia Wylie, Laurence Fishburne, Michelle Yeoh, Jamie Flatters, Kit Young, Peter Serafinowicz, Kerry Washington e Charlize Theron.
O desenvolvimento do filme começou em 2013, quando os direitos do livro foram adquiridos pela Roth/Kirschenbaum Films e Jane Startz Productions, com a Universal Pictures inicialmente definida para lançá-lo. Após um inferno do desenvolvimento, a Netflix o assumiu em 2017, com Feig sendo contratado como diretor três anos depois. As filmagens ocorreram na Irlanda do Norte entre janeiro e julho de 2021.
A Escola do Bem e do Mal foi lançado em 19 de outubro de 2022 na Netflix. O filme recebeu críticas em sua maioria negativas dos críticos, que elogiaram seu elenco e visual, mas criticaram a narrativa.

## Elenco
- Sofia Wylie como Agatha[14]
- Sophia Anne Caruso como Sophie[14]
- Laurence Fishburne como Diretor da Escola[15][16]
- Michelle Yeoh como Professora Emma Anêmona[17][18]
- Jamie Flatters como Tedros[19]
- Kit Young como Rafal / Rhian[19]
- Peter Serafinowicz como Yuba, o Gnomo da Floresta Azul[20]
- Kerry Washington como Professora Clarissa Dovey[21][22]
- Charlize Theron como Lady Leonora Lesso[23][24]
- Cate Blanchett como a narradora / voz da Storian[25][26]
- Patti LuPone como Sra. Deauville[20]
- Rob Delaney como Stefan[20]
- Rachel Bloom como Honora[20]
- Earl Cave como Hort[27]
- Freya Theodora Parks como Hester[28][29]
- Demi Isaac Oviawe como Anadil[28][29]
- Kaitlyn Akinpelumi como Dot[28][29]